# Manipulatie (hoorspel)
Manipulatie is een hoorspel van Rolf Schneider. Manipulation werd op 13 januari 1971 door de Westdeutscher Rundfunk uitgezonden. Frits Enk vertaalde het en de BRT zond het uit op zaterdag 16 september 1972. De regisseur was Herman Niels. De uitzending duurde 47 minuten.

## Rolbezetting
- Gerard Vermeersch (meneer Arthur)
- Alex Wilequet (bezoeker)
- Jo Crab (mevrouw Bisam)
- Marga Neirynck & Jeanine Schevernels (twee kletsende vrouwen)
- Jos Simons, Hilde Sacré & Joris Collet (verdere medewerkenden)

## Inhoud
Opgewonden kletsen de vrouwen in het trappenhuis van een huurwoning. Alweer een moord! Zo kan het niet verdergaan; aan die slechte vertegenwoordigers moet eindelijk eens een halt worden toegeroepen. Zo denkt ook meneer Arthur. Hij heeft het zich net in zijn woning gemoedelijk gemaakt, als er gebeld wordt. Hij opent de deur en staat tegenover een vreemdeling. Die gedraagt zich zo ongewoon, dat meneer Arthur hem verdenkt een van die gevaarlijke vertegenwoordigers te zijn...